# Lepna
Lepna är en småköping (estniska: alevik) i Rakvere kommun i landskapet Lääne-Virumaa i norra Estland. Orten ligger ca fem kilometer väster om staden Rakvere.
I kyrkligt hänseende hör orten till Rakvere församling inom den Estniska evangelisk-lutherska kyrkan.